# Belton with Browston
Belton with Browston es una parroquia civil del distrito de Great Yarmouth, en el condado de Norfolk (Inglaterra).

## Geografía
Belton with Browston se encuentra en el sur del distrito de Great Yarmouth, al este del río Waveley y al norte del lago Fritton. Los pueblos de Belton y Browston están ubicados dentro de los límites de la parroquia, que según la Oficina Nacional de Estadística británica tiene una superficie de 8,32 km². Entre ambas localidades circula la carretera A143.

## Demografía
Según el censo de 2001, la parroquia de Belton with Browston estaba habitada por 4098 personas (48,76% varones, 51,24% mujeres) y su densidad de población era de 492,55 hab/km². El 21,45% eran menores de 16 años, el 73,94% tenían entre 16 y 74, y el 4,61% eran mayores de 74. La media de edad era de 37,55 años. Del total de habitantes con 16 o más años, el 23,61% estaban solteros, el 62,53% casados, y el 13,86% divorciados o viudos.
Según su grupo étnico, el 98,81% de los habitantes eran blancos, el 0,63% mestizos, el 0,15% asiáticos, el 0,1% negros, el 0,15% chinos, y el 0,17% de cualquier otro. La mayor parte (97,14%) eran originarios del Reino Unido. El resto de países europeos englobaban al 0,78% de la población, mientras que el 2,07% había nacido en cualquier otro lugar. El cristianismo era profesado por el 75,78%, el budismo por el 0,2%, el hinduismo por el 0,07%, y cualquier otra religión, salvo el judaísmo, el islam y el sijismo, por el 0,17%. El 15,43% no eran religiosos y el 8,35% no marcaron ninguna opción en el censo.
2099 habitantes eran económicamente activos, 1986 de ellos (94,62%) empleados y 113 (5,38%) desempleados. Había 1589 hogares con residentes, 18 vacíos y 3 eran alojamientos vacacionales o segundas residencias.